# Passamaquoddy Bay
Passamaquoddy Bay är en vik i Kanada.   Den ligger i provinsen New Brunswick, i den sydöstra delen av landet, 700 km öster om huvudstaden Ottawa.